# Архонская
Архонская (также Архонка; осет. Æрхонкæ) — станица в Пригородном районе Республики Северная Осетия — Алания. Административный центр и единственный населённый пункт муниципального образования «Архонское сельское поселение».

## География
Станица расположена в северо-западной части Пригородного района. Находится по обоим берегам реки Гизельдон, в 12 км к северо-западу от Владикавказа на пересечении транспортных магистралей.

## Топонимика
Наименование происходит от осетинского «Æрхоны дон» (Балки реки). Станица разделялась на отдельные части: юго-западная под названием «Кизилка», где протекает одноимённая река; средняя часть — «Макалоны» (ингуши), две восточные части — «Калдыны хараги» (ослы) и «Козуны» (владельцы коз), северо-западная часть — «Заркавня» и юго-западня часть — «Куркудан».

## История
История станицы тесно связана с казачеством. В начале XIX века в район Владикавказа прибыл Малороссийский казачий полк. В 1838 году было основано укрепление «Архонское», входившее в состав казачьей линии «Пришибская — Котляревская — Александровская — Змейская — Николаевская — Ардонская — Архонское». Эта линия была частью оборонительной системы Военно-Грузинской дороги. В 1839 году на месте Архонского укрепления на правом берегу реки Ардон «в пяти верстах от оного» была основана одноимённая станица.
На момент основания станица в ней находилось 46 домов. В 1842 году станица насчитывала 62 домохозяйств, в которых проживало 79 семейных казаков. На расстоянии, отделявшей станицу от Ардонской, располагалось два аула, входивших в состав станицы: аул Кабанова и аул Каккадур. Земельные угодья в это время состояли из «6914 десятин и 642 квадратных сажени, омываемых с востока к северу рекою Терек, от юга к западу — протоком Гизельдона и пересекаемых речками Чёрною и Архоном». В 1845 году в станицу прибыли 10 семей из кубанских станиц, в 1848 году — около 50 семей из Харьковской губернии, в 1849 году — 10 семей, в 1855 году — 14 семей из Боржоми, в 1858 году — 17 семей из линейного батальона и в 1865 году — 10 семей из упразднённой станицы Датыховской.
23 января 1842 году жителей Архонской включили в состав Владикавказского казачьего полка, который был передан под управление наказного атамана Кавказского линейного полка. В 1841 году в станице была открыта церковно-приходская школа. В 1878 году станица насчитывала 324 домохозяйств с 2049 жителями. В 1888 году было 415 домов с 2954 жителями.
В XIX веке на реке Гизельдон располагались несколько мельниц; действовал черепичный завод, гончарный цех.
В 1911 году в станице была открыто городское четырёхклассное училище, которое входило в ведение директора народных училищ Терской области во Владикавказе. В 1916 году этому училищу было присвоено имя князя Николая Николаевича.
До 1920-х годов станица входила в состав Сунженского отдела Терской области.
Во время восстания казаков против советской власти в станице размещался штаб полковника А. Данильченко. В 1921 году был издан указ о выселении казаков из станицы, однако указ не был исполнен.
Станица была административным центром Орджоникидзевского района с 1940-х. Во время Великой Отечественной войны немецкие войска не входили в станицу. В Красную Армию были призваны 2500 архонцев, из которых более 700 человек не возвратились с войны.

## Население
| 1939  | 1959  | 1970  | 1979  | 1989  | 2002  | 2010  |
| ----- | ----- | ----- | ----- | ----- | ----- | ----- |
| 6819  | ↗7129 | ↘7102 | ↗7195 | ↗7228 | ↗7851 | ↗8149 |
| 2011  | 2012  | 2013  | 2014  | 2015  | 2016  | 2017  |
| ↘8125 | ↗8193 | ↗8269 | ↗8310 | ↗8438 | ↗8481 | ↗8486 |
| 2018  | 2019  | 2020  | 2021  | 2023  | 2024  | 2025  |
| ↘8448 | ↘8394 | ↘8338 | ↘8258 | ↘8138 | ↘8085 | ↘8032 |

Национальный состав
По данным Всероссийской переписи населения 2010 года:
| № | Национальность | Численность, чел. | Доля   |
| - | -------------- | ----------------- | ------ |
| 1 | русские        | 5 076             | 62,3 % |
| 2 | осетины        | 2 755             | 33,8 % |
| 3 | грузины        | 78                | 0,9 %  |
| 4 | армяне         | 72                | 0,9 %  |
| 5 | другие         | 168               | 2,1 %  |

## Инфраструктура
- Администрация поселения.
- Средняя школы № 1
- Средняя школа № 2
- Дворец культуры
- Отделение Сбербанка
- Две церкви: Александра Невского и Пресвятой Троицы.
- Музыкальная школа
- Станичный музей
- Поликлиника
- Библиотека
- Спорткомплекс
- Стадион

Транспорт
Транспортный узел, где сходятся несколько региональных автодорог. Выходит Архонское шоссе.

## Достопримечательности
- Церковь святого благоверного Александра Невского основана 1885 году
- Церковь Пресвятой Троицы основана в 2008 году
- Парк культуры им. братьев Остапенко, которые 7 ноября 1942 года отбили на подступах к станице 20 вражеских танков. В этом парке располагаются три памятника: героям Гражданской войны, героям Отечественной войны и памятник станичникам, погибшим в годы Великой Отечественной войны.

Объекты культурного наследия
- Памятник советским воинам, погибшим в годы Великой Отечественной войны 1941—1945 гг.
- Мемориальная плита в честь советских воинов, погибших при освобождении станицы от немецко-фашистских захватчиков в 1942 г.
- Братская могила воинов Советской Армии, павших в боях под г. Орджоникидзе (Владикавказ) в ноябре 1942 г.(1965 г., бетон, сталь, мрамор).
- «Мемориальный памятник морякам 62 стрелковой бригады, погибшим в боях с немецко-фашистскими захватчиками под г. Орджоникидзе (Владикавказ) в ноябре 1942 г.» (1989 г., скульптор Р. Джанаев, металл, бетон, мрамор)
- «Здание МТС, где в сентябре-ноябре 1942 г. размещались штабы 1318 и 1320 саперных батальонов, 11 саперной бригады, подразделения 4 гвардейской саперной бригады»[30].

## Известные уроженцы
- Матфей (Мормыль) — священнослужитель РПЦ, архимандрит. Главный регент Троице-Сергиевой Лавры, профессор.
- Демченко Иван Иванович[31] — депутат Государственной Думы
- Масленников Пётр Владимирович — Герой Советского Союза.

## Топографические карты
- Лист карты K-38-30 Орджоникидзе. Масштаб: 1 : 100 000. Состояние местности на 1984 год. Издание 1988 г.